# Красноклювый фаэтон
Красноклювый фаэтон (лат. Phaethon aethereus) — вид морских птиц из семейства фаэтоновых. Выделяют три подвида.

## Описание

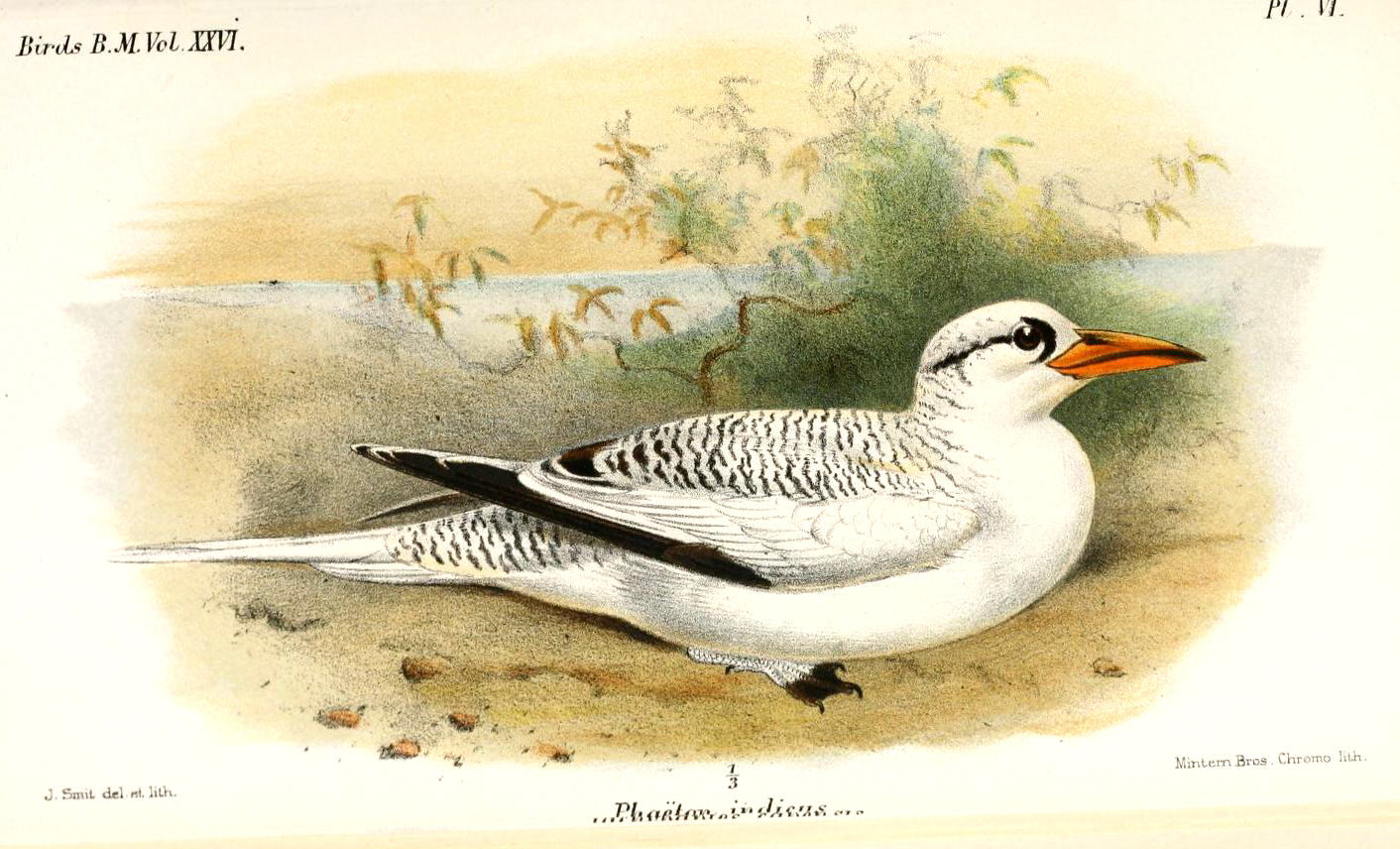
Подвид красноклювого фаэтона Phaethon aethereus indicus из Индийского океана. Рисунок Йосефа Смита из Каталога птиц 1898 года, Британский музей.

Красноклювый фаэтон достигает длины от 90 до 105 см, включая удлинённые центральные рулевые перья, длина которых составляет от 46 до 56 см. Размах крыльев варьирует от 99 до 106 см. Половой диморфизм отсутствует. Оперение взрослых птиц преимущественно белое. Верхняя сторона тела испещрена чёрными пестринами. От основания клюва через глаза, несколько расширяясь, до затылка проходит чёрная полоса. Сильный, слегка изогнутый к низу клюв кораллового цвета. Хвост состоит из 14 рулевых перьев.
У молодых птиц удлинённые перья хвоста отсутствуют или сильно укорочены. Клюв жёлтый.

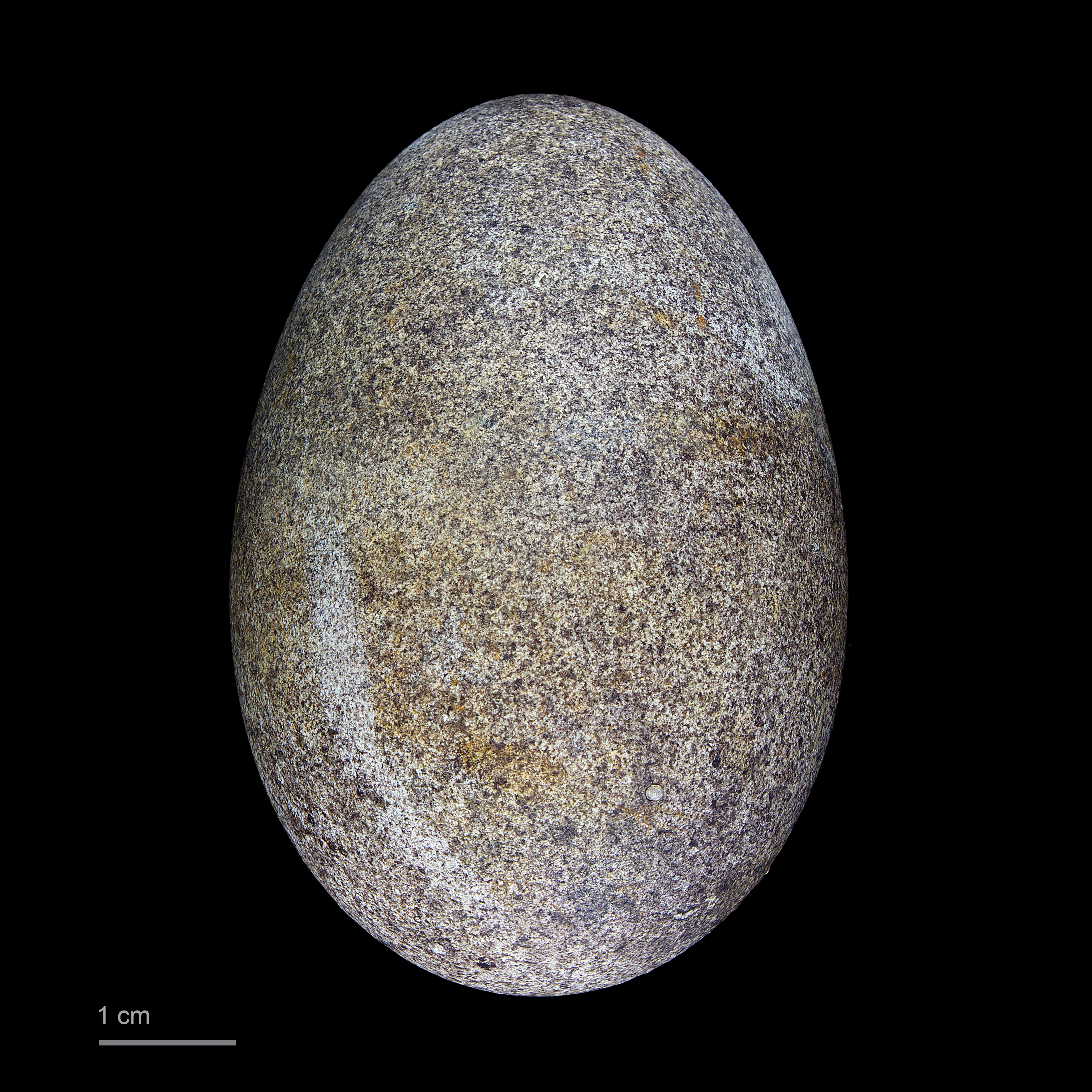
яйцо Phaethon aethereus - Тулузский музей

В кладке только одно яйцо. Продолжительность инкубационного периода составляет около 42 дн. Птенцы оперяются через 12—15 недель:201—214.

## Распространение
Красноклювый фаэтон встречается в далёких частях океанов тропических и субтропических регионов. Он распространён как в Индийском океане и в Атлантике, так и в восточной части Тихого океана. Он приземляется на берег только в период гнездования и гнездится на островах Зелёного Мыса, о. Вознесения, о. Св. Елены, Фернанду-ди-Норонья, Галапагосских островах, островах к западу от Мексики (в частности, на о. Изабелла:214), островах к западу от Южной Америки, в Аденском и Персидском заливах.

## Красноклювый фаэтон и человек

Красноклювый фаэтон на гербе Сейшел

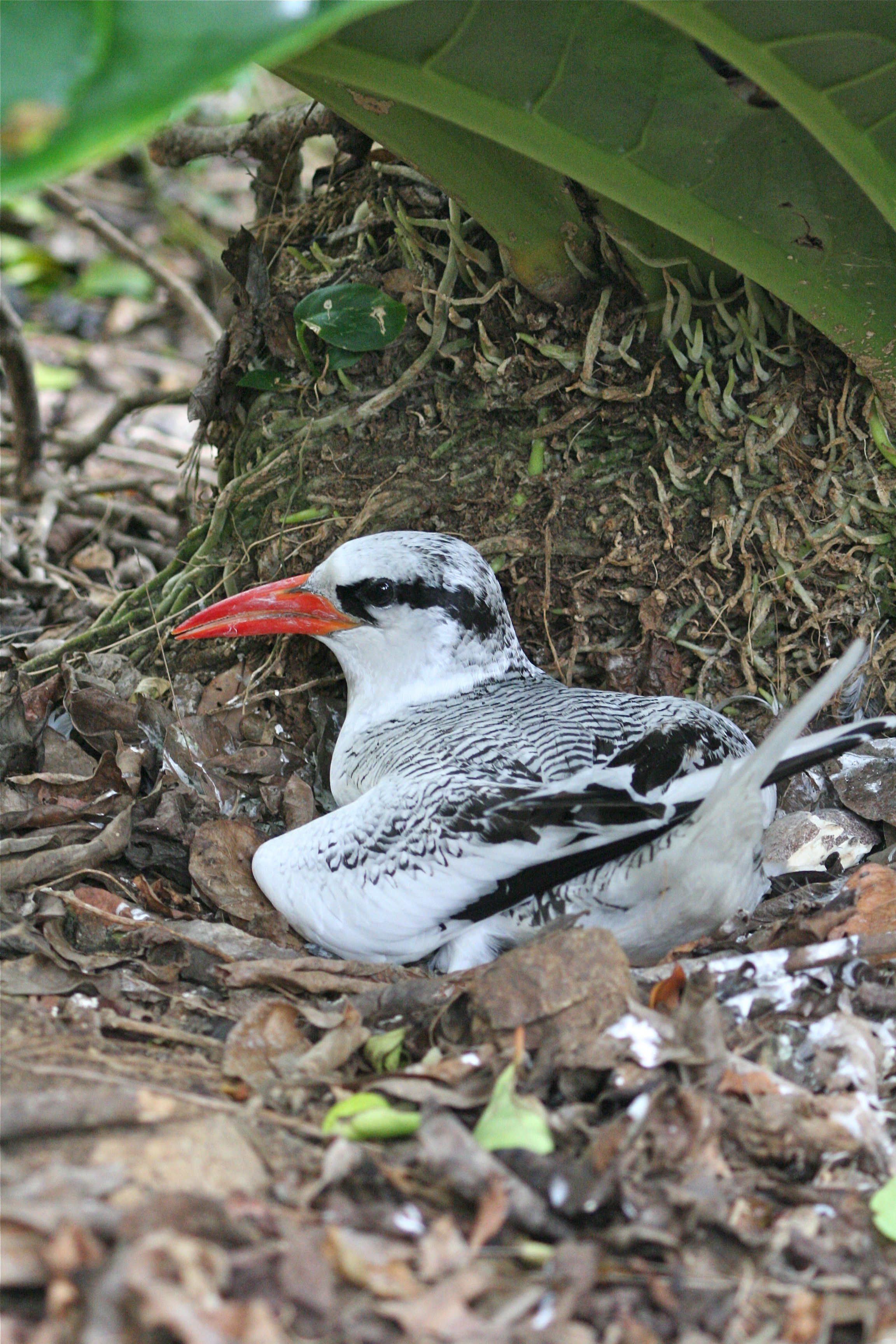
Phaeton aethereus mesonauta

Красноклювый фаэтон изображён на гербе Республики Сейшельских островов.